# Scirpus microcarpus
Scirpus microcarpus är en halvgräsart som beskrevs av Jan Svatopluk Presl och Karel Presl. Scirpus microcarpus ingår i släktet skogssävssläktet, och familjen halvgräs. Inga underarter finns listade i Catalogue of Life.

## Bildgalleri

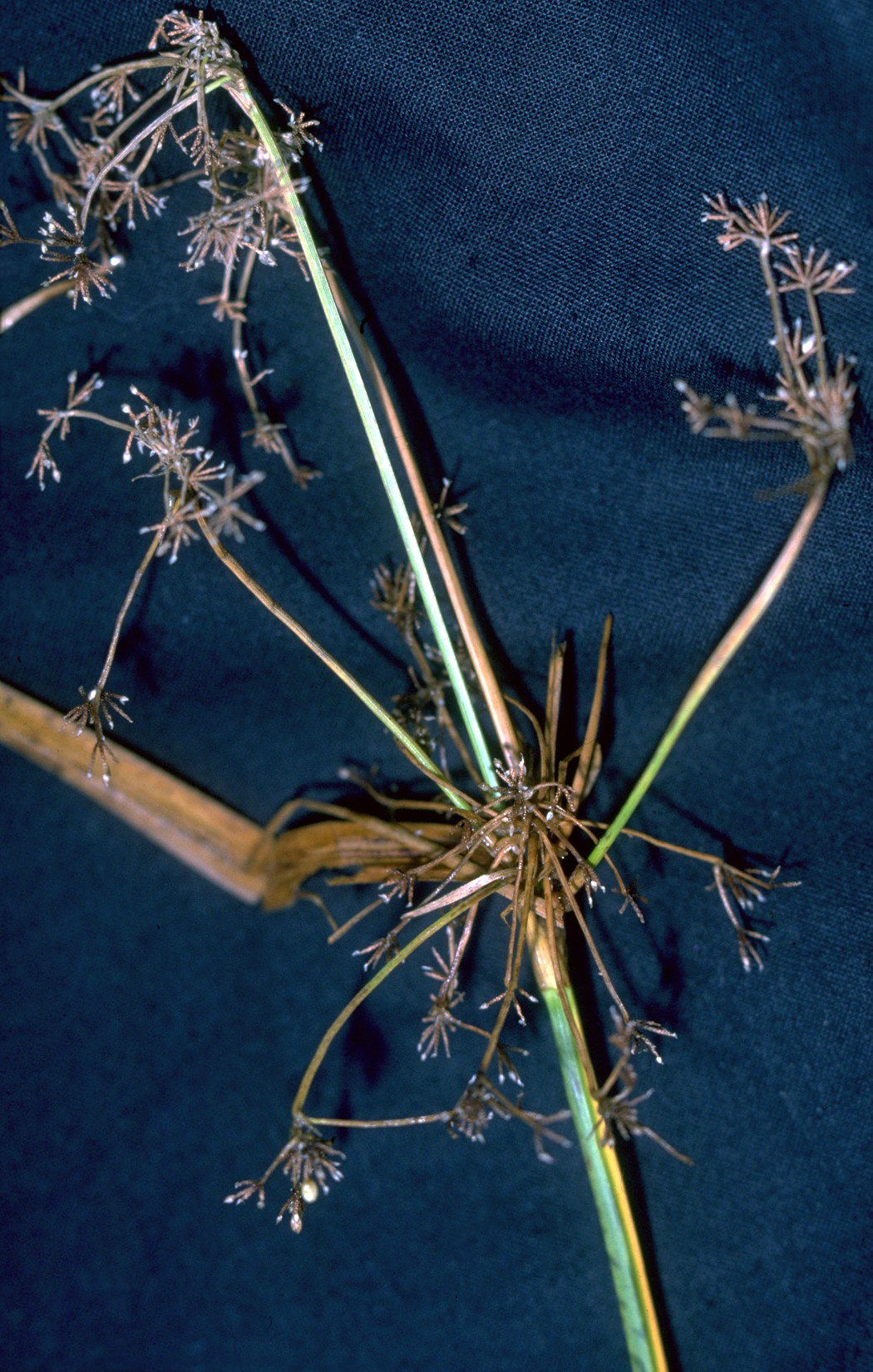